# Hannah Murray
Hannah Murray (n. 1 iulie 1989, Bristol, Anglia, Regatul Unit) este o actriță engleză, cunoscută pentru personajul din serialul de televiziune Skins (2007-2008, 2013), Cassie Ainsworth. 